# Tryboluminescencja

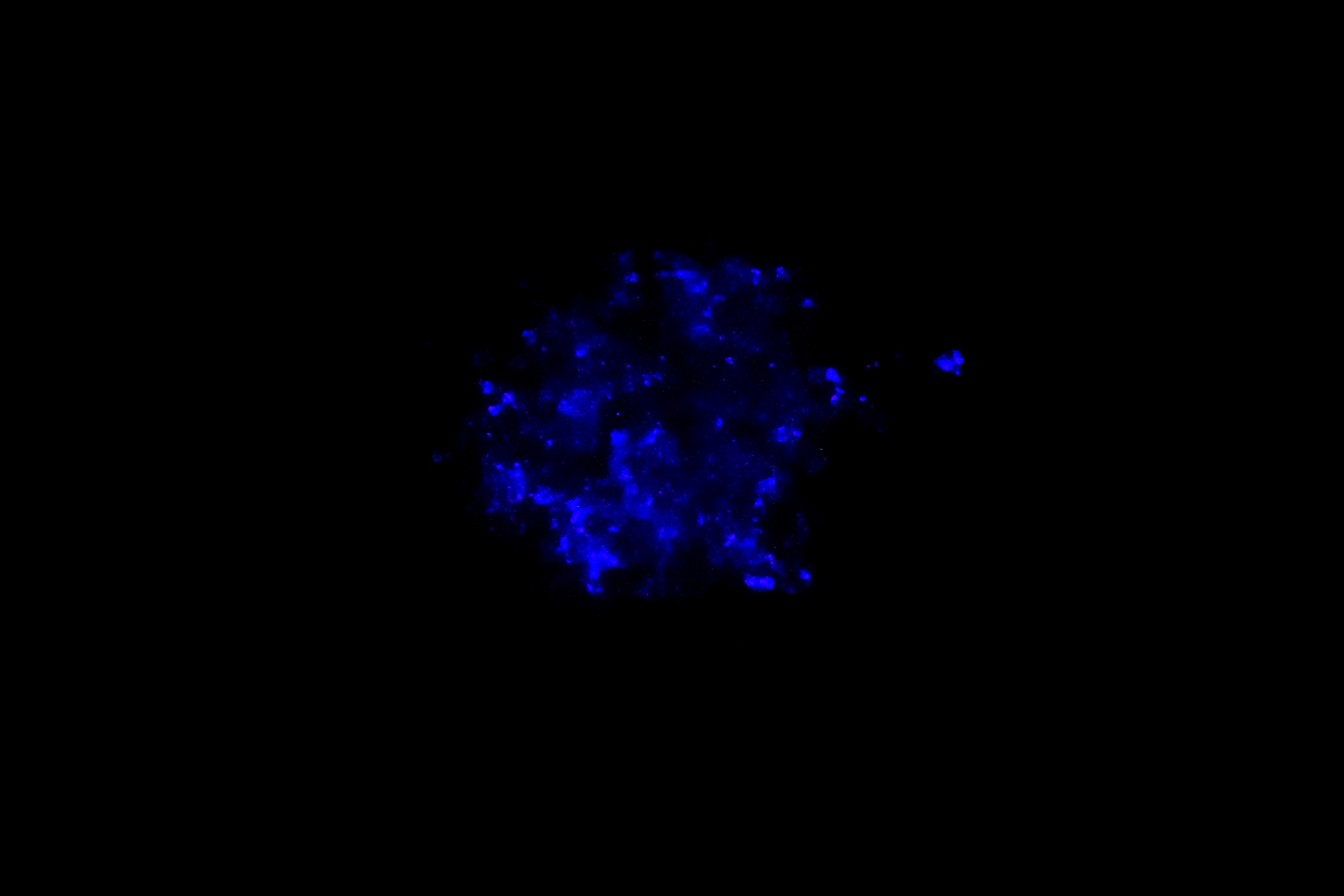
Tryboluminescencja salicylanu nikotyny

Tryboluminescencja – zjawisko optyczne, w którym światło powstaje podczas deformacji ciała (pękanie, ścieranie, łamanie). Mechanizm tego zjawiska jest nieznany, najprawdopodobniej ma związek z pękaniem wiązań asymetrycznych w ciałach o strukturze krystalicznej. Tryboluminescencja jest wariantem luminescencji. Tryboluminescencji towarzyszy często emisja elektronów i zwana jest wówczas egzoemisją. Może być także efektem metamorfizmu dyslokacyjnego (ciśnieniowego), który wywołuje efekt świecenia skał.

## Mechanizmy
Obecnie rozważane są dwa mechanizmy tryboluminescencji. Oba starają się wytłumaczyć jak energia mechaniczna deformacji powoduje zjawiska świecenia materiału.
Emisja światła przez wyładowanie ładunku elektrycznego. Ten mechanizm jest analogiczny do wyładowania elektrycznego w powietrzu podczas burzy (piorun). Innymi słowy związany jest z (a) początkową separacją ładunku elektrycznego w szczelinach tworzonych przez mechaniczną deformacje (b) przejściem ładunku elektrycznego w powietrzu znajdującego się w szczelinie, co powoduje wzbudzenie cząsteczek azotu, a następnie emisję światła przez azot. Ten mechanizm potwierdzono obserwując widmo tryboluminescencji, które pokazuje linie emisji azotu. Okazuje się, że tego typu materiały zanurzone w cieczy nie świecą, co dodatkowo potwierdza, że poświata jest związana z otaczającym gazem, a nie z samym materiałem, który jest deformowany. Mechanizm został zaproponowany przez Longchambona w 1922 roku. 
Tryboluminescencja emisyjna. Drugim, i istotnie różnym od poprzedniego mechanizmem, jest transformacja energii zgromadzonej w samym krysztale. Ten mechanizm nazywa się tryboluminescencją emisyjną. Mechanizm ten nie jest do końca wyjaśniony. Jedną z możliwości jest początkowe wyładowanie w powietrzu (tak jak to opisano poprzednio) i wpływ promieniowania ultrafioletowego (w gazie) na wzbudzenie świetlne deformowanego materiału. Inną możliwością jest bezpośrednie oddziaływanie elektronów (wyładowanie) na deformowany materiał. Jeszcze innym możliwym mechanizmem jest oddawanie energii świetlnej bez konieczności przywoływania mechanizmu wyładowania (powodowane przez samą deformację materiału).

## Dyskusja
Uderzając energicznie kostkę cukru o kostkę cukru można zobaczyć krótkie błyski światła w kolorze ciemno- do jasnoniebieskiego. Warunkiem powodzenia są absolutne ciemności. Energiczne kruszenie lub pocieranie kwarcu daje światło od czerwonego do bieli. Jest ono raczej trudne do zauważenia przy innych źródłach światła. Niektóre rodzaje taśm samoprzylepnych, jak i koperty z samoprzylepnym paskiem, podczas rozklejania emitują nikłe niebieskawe światło. W przypadkach kryształów niektórych substancji, takich jak związek kompleksowy miedzi(I) o wzorze sumarycznym [Cu(NCS)(py)2(PPh3)] tryboluminescencję można zaobserwować nawet przy świetle sztucznym, bez konieczności całkowitego zaciemniania pomieszczenia. W 2008 r. w czasopiśmie Nature ukazała się publikacja informująca, że źródłem nanosekundowych błysków promieniowania rentgenowskiego jest rozwijana w próżni standardowa taśma klejąca. Promieniowanie z taśmy jest wystarczająco silne do wykonania zdjęcia rentgenowskiego.

## Literatura
- Stacey Yuen, Magdalena Schreyer, W. H. Finlay, R. Löbenberg i inni. Activation of a photosensitive pharmaceutical agent by a triboluminescent material. „Applied Physics Letters”. 88, s. 123901, 2006. DOI: 10.1063/1.2189146.